# Le bodyguard danois
|  | Denne artikel er oprettet af botten PalnaBot ud fra en ekstern database. Den kan derfor have sproglige fejl eller mangler. Denne skabelon kan fjernes efter kontrol af indholdet. |

Le bodyguard danois er en kortfilm instrueret af Peder Pedersen efter manuskript af Rune Lünell.